# Простір (телесеріал, сезон 4)
Сезон 4 майже повністю адаптований з четвертої книги, «На згарищі Сіболи», із новелою «Боги ризику», яка є вихідним матеріалом для епізоду 2. 11 травня 2018 року «SyFy» скасував серіал після трьох сезонів. Однак 26 травня того ж року Amazon Video оголосила, що випустить четвертий сезон. Прем'єра сезону відбулася 13 грудня 2019 року і складалася з десяти епізодів, які вийшли одночасно. На сайті «Rotten Tomatoes» сезон отримав 100 % підтримки у 35 критиків та 93 % оцінки аудиторії.

## У ролях
| Актор            | Роль                    |
| ---------------- | ----------------------- |
| Томас Джейн      | Джо Міллер              |
| Стівен Стрейт    | Джим Голден             |
| Домінік Тіппер   | Наомі Нагата            |
| Вес Четем        | Амос Бартон             |
| Френкі Адамс     | Роберта "Боббі" Дрейпер |
| Кара Джі         | Каміна Дрейпер          |
| Шогре Аґдашлу    | Крісджен Авасарала      |
| Девід Стретейрн  | Клаес Ешфорд            |
| Френсіс Фішер    | Еліз Голден             |
| Надін Ніколь     | Кларісса Мао            |
| Берн Ґорман      | Адолфус Мертрі          |
| Кріс Голден-Ріід | Кооп                    |
| Лінді Ґрінвуд    | Елві Окойє              |
| Джесс Салгейро   | Чандра Вей              |
| Чед Аллен        | белтерський пірат       |
| Кас Анвар        | Алекс Камал             |
| Кріс Голден-Рід  | Кооп                    |
| Пол Шульце       | Есай Мартін             |
| Кеон Александер  | Марко Інарос            |
| Айша Ісса        | лідерка "Матар Кубейла" |
| Крістіан Потенца | Мейсон                  |
| Бенц Антуан      | Маккорт                 |
| Чад Коулмен      | Фред Джонсон            |
| Стівен Маккарті  | Джейкоб                 |

## Епізоди
| № п/п | № в сезоні | Назва                                    | Режисер        | Сценарист                               | Оригінальний показ | Оригінальний показ українською | Код            | Рейтинг        |
| --- | ---------- | ---------------------------------------- | -------------- | --------------------------------------- | ------------------ | ------------------------------ | -------------- | -------------- |
| 1 | 37         | «New Terra» «Нова Земля»                 | Брек Айснер    | Гоук Остбі; Марк Фергус                 | 13 грудня 2019     | Буде оголошено                 | Буде оголошено | Буде визначено |
| Авасарала наказує блокувати кораблі поселенців біля Простору Кільця, побоюючись ризиків. Конвой астероїдянських кораблів із біженцями з Ганімеда намагається прорвати блокаду. З небагатьох, кому це вдалося, «Барбапіккола» приземляється на планеті, яку називають Ілус. Авасарала відправляє туди Голдена як свого посланця з рештою його команди, що приєднується до нього, аби визначити можливу дію протомолекули. Наомі починає приймати ліки, щоб розвинути терпимість до гравітації, подібну до земної. На Марсі Боббі розбирає списані військові кораблі, щоб заробити собі на життя, невдоволена своїм становищем. З діючим перемир'ям між Землею, Марсом і Поясом Ешфорд діє миротворцем СВП, вистежуючи і нейтралізуючи відступників. Драммер командує колишнім «Бегемотом», тепер перейменованим на станцію «Медіна», яка контролює простір Кільця. Земний корабель «Едвард Ісраел», який переправляє експедицію «Royal Charter Energy» (RCE) за підтримки Землі та Марса, відправляє до Ілуса шатл, який руйнується під час його приземлення; втрачено багато життів та припасів. Екіпаж «Росінанта» прибуває на тлі напруженості між пасажирами шатлу і поселенцями-астероідянами, яка переростає у збройне протистояння. Напруженість переривається, коли на поселення нападає рій інопланетних «жуків». |            |                                          |                |                                         |                    |                                |                |                |
| 2 | 38         | «Jetsam» «Скинутий вантаж»               | Брек Айснер    | Лаура Маркс                             | 13 грудня 2019     | Буде оголошено                 | Буде оголошено | Буде визначено |
| Авасарала під час свого державного візиту на Марс запрошує Боббі на державний банкет. На банкеті Боббі отримує відсіч від марсіан і ображається, коли розуміє, що її використовують для демонстрації солідарності Авасарали з Марсом. Боббі відхиляє пропозицію працювати від Авасарали; вона виявляє, що її племінник, Девід, готує наркотики для банди. Вона закінчує його участь, побивши тих, хто прибув у банду, щоб забрати наркотики, які вона випадково знищує. Екіпаж «Росінанта» має справу з напруженістю, що триває між Белтерами і Землянами; вони ідентифікують «жуків» як вияв протомолекули. Ліки, які приймала Наомі, виявилися неефективними. Амос та начальник служби безпеки Адолфус Мертрі, керівник експедиції, йдуть на посадковий майданчик, де ідентифікують падіння шатла як навмисне. Під час іншого протистояння Мертрі вбиває Купа, белтера. Голден, ведений Міллером, входить в інопланетну будову біля поселення та видаляє корінь, що проростає через панель, активуючи структуру; це викликає серію ударів блискавки по Ілусу. |            |                                          |                |                                         |                    |                                |                |                |
| 3 | 39         | «Subduction» «Субдукція»                 | Девід Петрарка | Ден Новак                               | 13 грудня 2019     | Буде оголошено                 | Буде оголошено | Буде визначено |
| Міністр внутрішніх справ ООН Ненсі Гао йде у відставку і балотується на посаду генерального секретаря ООН проти Авасарали з політичною платформою, яка виступає за освоєння простору Кільця та інших зіркових систем. Помічники Авасарали розкривають кумівську схему, яка пішла на користь Гао в її кар'єрі. Авасарала має докази таємного витоку. Боббі дізнається, що банда викрала її племінника Девіда і змусила відпрацювати борг, який виник унаслідок знищення нею наркотиків. Детектив Есай Мартін, ватажок банди, погоджується звільнити Девіда, якщо Боббі допоможе вкрасти військове обладнання з її робочого місця. Після того, як вона підкоряється, Есай відпускає племінника. Боббі відхиляє пропозицію Есаї приєднатися до його банди. На Ілусі в поселення вдарила блискавка, пошкодивши енергетичну інфраструктуру астероідян; Амос та Наомі допомагають їм відремонтувати обладнання. Мертрі вираховує астероїдян, відповідальних за збиття шатла, і наказує їх страчувати. Голден у супроводі Алекса та біолога доктора Елві Окойє знаходить ще одну інопланетну структуру, яка була активована. Структура зміщує широкі ділянки поверхні планети. Незважаючи на протести Окойє, Голден змушує Алекса зруйнувати конструкцію торпедою з «Росінанта». |            |                                          |                |                                         |                    |                                |                |                |
| 4 | 40         | «Retrograde» «Регресія»                  | Девід Петрарка | Метью Расмуссен                         | 13 грудня 2019     | Буде оголошено                 | Буде оголошено | Буде визначено |
| Драммер і Ешфорд затримують Марко Інароса, пірата із СВП, колишнього коханця Наомі, який захопив колоніальний корабель флоту ООН «Мандрівник», стратив його пасажирів і викрав. Перед представниками фракції СВП (Драммер, Ешфорд та іще троє) Інарос критикує перемир'я та закликає до астероїдянської солідарності. Якщо вони виправдають Марко, Інарос обіцяє відмовитися від своїх доходів за «Мандрівника». Який, як він стверджує, був розібраний, і дотримуватися перемир'я, поки жителі внутрішніх планет не порушать його. Хоча Ешфорд та інший представник голосують за вирок Інаросу до страти, іще два голосують за його виправдання. Драммер голосує за виправдання Інароса. Драммер каже Ешфорду, що, якби вона проголосувала інакше, це могло б призвести до розколу всередині СВП. Боббі звільняється з роботи після спроби повідомити про матеріальну крадіжку своєму начальнику і дізнається, що він зацікавлений у продажу більшої кількості вкрадених товарів. Незабаром після цього її заарештовують за допомогу в злочині, імовірно за вказівкою свого начальника. Її звинувачення знімаються, коли вона приймає пропозицію Есаї. Наомі намагається допомогти доктору Люсії Мазур, учасниці збиття шатла землян, втекти від Мертрі та його мілітарних сил. Мертрі зрештою відступає, коли втручаються Голден і Алекс та стріляють ракетою «Росінанта» в його сили. Наомі, Алекс та Люсія виходять на орбіту корабля, тоді як Голден залишається на Ілусі. |            |                                          |                |                                         |                    |                                |                |                |
| 5 | 41         | «Opressor» «Гнобитель»                   | Брек Айснер    | Деніел Абрагам; Тай Френк               | 13 грудня 2019     | Буде оголошено                 | Буде оголошено | Буде визначено |
| Перша публічна дискусія Авасарали і Гао. Авасарала звинувачує в кумівстві Гао, дискусія перервана загрозою безпеці. Невідомий корабель, який спочатку заявив себе як цивільний, зазнає відмови системи, змінює курс на платформу захисту від астероїдів Землі і замовкає. Після того, як корабель ідентифікований як «Мандрівник», Авасарала наказує його знищити. На Ілусі земляни та астероїдяни борються у напруженій сутичці. Голден розкриває свій зв'язок з інопланетянами та реактивацію інопланетної технології поселенцям, щоб переконати обидві фракції покинути Ілус. Але це не покращує ситуацію. Люсія та чоловік Якоб сперечаються про її участь у вибуху посадкової платформи та розпад сім'ї. Почуваючись винною, Люсія намагається покінчити життя самогубством; Алекс та Наомі рятують її. Наомі радить їй впоратися з почуттям провини, розповівши про свої помилки у минулому. З іншого боку Ілуса відбувається ядерний вибух, внаслідок чого ударна хвиля починає поширюватися на поверхні планети. |            |                                          |                |                                         |                    |                                |                |                |
| 6 | 42         | «Displacement» «Зміщення»                | Джефф Вулнаф   | Голлі Ламберт                           | 13 грудня 2019     | Буде оголошено                 | Буде оголошено | Буде визначено |
| Алекс і Наомі повідомляють Голдену про вибух і землетрус, що насувається; за ним піде ударна хвиля, а потім цунамі. Це зруйнує поселення та затопить третину континенту. Дізнавшись про це, поселенці нарешті погоджуються евакуювати Ілус; астероїдяни роблять це лише після того, як Голден погоджується поручитися за їх домагання на планету перед ООН та Авасаралою, що викликає невдоволення Мертрі. Вибух спонукає оборону Ілуса вимкнути термоядерні реактори на орбітальних кораблях. Коли «Ісраел» відправляє шатл для початку евакуації, той згорає на півдорозі. Поселенці вважають за краще сховатися в сусідній будові прибульців і розпочати евакуацію запасів і людей. Ударна хвиля приходить ближче до кінця евакуації, вбиваючи людей у поселенні та руйнуючи багато будівель. Голден і Окойє закінчують евакуацію всіх у будівлю та закривають тимчасову водну перешкоду, перш ніж навколишня територія буде затоплена. На Марсі член угрупування не може пройти через двері безпеки під час пограбування. Боббі надягає скафандр з низьким вмістом кисню, піднімається на вишку для обслуговування та вручну відключає гідравліку дверей, перш ніж знепритомніє. Драммер та Ешфорд отримують відеодокази присутності Інароса на кораблі астероїдян «Пікуза». |            |                                          |                |                                         |                    |                                |                |                |
| 7 | 43         | «A Shot in the Dark» «Постріл у темряві» | Сара Гардінг   | Ден Новак                               | 13 грудня 2019     | Буде оголошено                 | Буде оголошено | Буде визначено |
| На Ілусі земляни та астероїдяни заснували окремі табори у конструкції інопланетян. Всі, крім Голдена, який має імунітет, були інфіковані мікроорганізмами, що ростуть в їхніх очах; Окойє визначає, що мікроорганізми викликають сліпоту. Поселенців також починають вбивати нейротоксичні «слимаки», які ростуть і виповзають зі стін споруди і із океанів Ілуса. Під час відключення термоядерного синтезу Люсія винаходить рішення, щоб «Барбапіккола» не впав з орбіти — буксирувати її корабель до «Росінанта». Після отримання відеодоказу розташування Інароса від СВП, Авасарала наказує групі морських піхотинців ООН піднятися на борт «Пікузи» і захопити Інароса живим з мінімальними втратами, але його не знайшли. Починається стрілянина перед тим, як корабель вибухає, вбиваючи всіх на борту. |            |                                          |                |                                         |                    |                                |                |                |
| 8 | 44         | «The One-Eyed Man» «Одноокий чоловік»    | Сара Гардінг   | Ден Новак                               | 13 грудня 2019     | Буде оголошено                 | Буде оголошено | Буде визначено |
| Авасаралу засуджують за знищення «Пікузи». Щоб урятувати свою кампанію з переобрання, вона поширює зображення екологічних катастроф на Ілусі. Драммер йде зі своєї посади, засмучена тим, що Фред Джонсон надав докази розташування Інароса Землі. Оскільки це зіграло в схемі Інароса щодо руйнування «Пікузи» і загибелі на ній астероїдян. Ешфорд планує самостійно вистежити та вбити Інароса. Драммер, яка втомилася від політики, відхиляє пропозицію Ешфорда приєднатися до нього. На Марсі через те, що на майбутній роботі банди багато платять і багато невідомого, Боббі відвідує будинок Есайї, щоб висловити свої побоювання. Але Есайя не враховує їх, оскільки гроші — це те, що йому потрібно, щоб зробити життя своєї сім'ї кращим. Екіпажі «Росінанта» та «Барбапікколи» успішно прив'язують свої кораблі один до одного. У конструкції прибульців усі поселенці тепер сліпі, крім Голдена. Не маючи варіантів, Окойє перевіряє оптичне скло склоподібного тіла Голдена, знаходить передракові клітини і визначає, що у нього імунітет через протипухлинні ліки (які він приймає після опромінення на Еросі). Вона готує ліки; сліпі поселенці приймають його і знову бачать. Голден нарешті знову бачить Міллера. Але Міллера, здається, глючить — він то в капелюсі, то без нього. |            |                                          |                |                                         |                    |                                |                |                |
| 9 | 45         | «Saeculum» «Секулум»                     | Брек Айснер    | Деніел Абрагам; Тай Френк               | 13 грудня 2019     | Буде оголошено                 | Буде оголошено | Буде визначено |
| Мертрі наказує «Ісраелу» запустити бойовий шатл на «Росінанті». Алекс знищує шатл, але уламки, що утворилися, пошкоджують багато двигунів «Росінанта» і пробивають балон з газом, який потім збиває Люсію в космос. Наомі пов'язує себе і їй вдається врятувати Люсію. Алекс використовує рейкову гармату корабля як імпровізований двигун підтримки орбіти. Міллер, який тепер може періодично долати своє програмування протомолекул, говорить Голдену, що він знайшов частину боєприпасів, що не розірвалися на Ілусі (випущених видами, що вбили творців протомолекул), які можуть нейтралізувати технологічну мережу протомолекул Ілуса. На чолі з Міллером Голден використовує портал у конструкції прибульців, щоб вирушити в іншу конструкцію на Ілусі. Там вони знаходять уламок у формі енергетичного кола. Щоб усунути Голдена, Мертрі та його заступник, Чандра Вей, використовують портал, щоб слідувати за ним. За ними йдуть Амос і Окойє. Вей протистоїть Амосу. Коли жоден з них не відступає, Амос вбиває Вей, тоді як Мертрі стріляє і завдає поранення Амосу. Окойє знаходить Голдена і розкриває скрутне становище Амоса. Тому Голден повертається за Амосом. Маючи намір пройти через енергетичне коло, Міллер інтегрується в мережу. Він бере під контроль металеву механічну конструкцію, що залишилася. Голден протистоїть Мертрі і після боротьби стріляє в нього й обеззброює. Незважаючи на атаки будови на них, Окойє допомагає Міллеру досягти енергетичного кола, через яке вони потім падають. |            |                                          |                |                                         |                    |                                |                |                |
| 10 | 46         | «Cibola Burn» «На згарищі Сіболи»        | Брек Айснер    | Деніел Абрахам; Тай Френк; Нарен Шанкар | 13 грудня 2019     | Буде оголошено                 | Буде оголошено | Буде визначено |
| Після самопожертви Міллера мережа нейтралізується, припиняючи відключення термоядерного синтезу. Мертрі та Амос одужують на борту «Росінанта». Поселенці на Ілусі вирішують залишитися, плануючи разом відновити поселення та продовжити дослідження. Мертрі та Люсія мають постати перед судом за свої злочини. Але Голден звільняє Люсію, повідомляючи, що вона загинула під час нападу «Ісраела» на «Росінант». Поки «Ісраел» залишається на орбіті, «Росінант» та «Барбапіккола» повертаються до Сонячної системи. Екіпаж «Росінанта» видаляє невеликий шматочок протомолекули, що все ще знаходиться на їхньому кораблі (про який Міллер повідомив Голдену), і запускає його в сонце Ілуса. Гао перемагає під час виборів. На Марсі, незадовго до початку роботи банди, Боббі помічає, але не може запобігти засідці, в якій гинуть Есайя та більшість інших членів групи. У повідомленні для Авасарали вона оповідає про марсіан, які торгують зброєю за допомогою астероїдян, і приймає пропозицію про роботу. Ешфорд сам дізнається про торгівлю людьми, перш ніж знайти Інароса та сісти на його корабель. Після перестрілки між їхніми командами Ешфорд заганяє Інароса в кут, але потрапляє в засідку Філіпа, правої руки та сина Марко від Наомі. Ешфорд таємно записує свою розмову з Інаросом і забезпечує її передачу. Це стається перш ніж Інарос викине його у відкритий космос на вірну смерть. Інарос запускає астероїди, замасковані марсіанською стелс-технологією, вздовж векторів до сліпих зон захисту від астероїдів Землі, щоб запобігти їх виявленню. На його тактичному дисплеї вісім траєкторій послідовно перетинають орбіту Землі. |            |                                          |                |                                         |                    |                                |                |                |